# Peak (videohra)
Peak (stylizováno jako PEAK) je kooperativní lezecká videohra vyvinutá a vydaná společnostmi Aggro Crab a Landfall. Hra vyšla 16. června 2025 pro Windows.

## Hratelnost
Cílem hry je vyšplhat na horu po nouzovém přistání na neznámém ostrově. Mapa ostrova se mění každých 24 hodin a neopakuje se. Hráči mohou oživit své spoluhráče několika způsoby, včetně použití oltářů nacházejících se v tábořištích, která slouží jako odpočinková místa mezi úrovněmi. Každý hráč může nést v rukou až tři předměty a další čtyři v batohu. Po úspěšném dokončení hry na základní obtížnost získají hráči kosmetické doplňky a zpřístupní si náročnější úrovně.
Ve hře se vyskytuje jeden nepřítel, nazývaný „Scoutmaster“. Objeví se buď v případě, že se hráč příliš vzdálí od skupiny, nebo když je vyvolán pomocí předmětu „Scoutmaster Bugle“.
Kromě samotného výstupu na horu mohou hráči narazit i na různé překážky – například klíšťata, která způsobují otravu. Postižený hráč zůstává nakažený, dokud mu spoluhráč klíště neodstraní. Klíšťata lze konzumovat, podobně jako jiné potraviny ve hře.
Ve hře se nachází celá řada předmětů, která hráčům pomáhá při lezení na horu, včetně lan, lanových kanónů a skob. Lana lze rozmístit z vyvýšených míst, což umožňuje spustit lano dolů a pomoci tak ostatním hráčům při výstupu. Lanovým kanónem lze vystřelit na zeď nebo horu; po zásahu se z něj spustí lano, které slouží k dalšímu výstupu nahoru. Skoby lze umístit na jakýkoli skalní povrch, kam je možné vylézt. Slouží jako dočasné místo k odpočinku – hráči se jich mohou chytit, načerpat síly a pokračovat ve výstupu.

## Přijetí

### Kritika
| Agregátor  | Skóre  |
| ---------- | ------ |
| Metacritic | 84/100 |

| Udělil        | Skóre  |
| ------------- | ------ |
| PC Gamer (US) | 86/100 |

Časopis PC Gamer ohodnotil hru 86/100 body a uvedl, že „Peak je fantasticky zpracovaná hra“ a je „vším, co bychom si od kooperativní hry mohli přát“. Jack Coleman z webu TheGamer označil titul za „nejlepší friendslop hru, kterou kdy hrál“. Časopis Vice označil hru za „nejlepší ve své kategorii“.

### Prodeje
Během prvních 24 hodin od vydání se prodalo přes 100 000 kopií hry. Během prvního týdne prodeje překonala hranici jednoho milionu prodaných kusů, čímž překonala předchozí titul studia Aggro Crab – Another Crab's Treasure. Devátý den po vydání se počet prodaných kopií vyšplhal na dva miliony a během prvního měsíce hra překonala hranici 4,5 milionu prodaných kusů.
Oficiální účet studia Aggro Crab na sociálních sítích na tento úspěch reagoval sarkastickým příspěvkem, ve kterém s humorem vyjádřil frustraci z toho, že hra překonala jejich předchozí titul Another Crab's Treasure.